# Gorgasia japonica
Gorgasia japonica är en fiskart som beskrevs av Abe, Miki och Asai, 1977. Gorgasia japonica ingår i släktet Gorgasia och familjen havsålar. Inga underarter finns listade i Catalogue of Life.